# Claudio Faina
Claudio Faina, Conte di Civitella dei Conti, Nobile di Amelia (Orvieto, 12 aprile 1875 – Roma, 15 giugno 1954) è stato un imprenditore e politico italiano.

## Biografia
Discendente di una famiglia di grandi proprietari terrieri umbri, figlio, nipote e bisnipote di senatori (rispettivamente Eugenio Faina, Nicola Danzetta e Francesco Guardabassi), nazionalista e irredentista, nel 1914 aderisce alla causa interventista e successivamente parte volontario per la prima guerra mondiale, dalla quale torna pluri-decorato al valore. 
Sottoposto, come tutti i reduci, ad angherie ed ingiurie dai movimenti sovversivi durante il biennio rosso aderisce per naturale reazione al fascismo (1921), ed è tra i primi animatori del PNF a Orvieto. È stato il primo agricoltore a coltivare il luppolo in Italia. Consigliere comunale di Orvieto, consigliere provinciale e membro della Deputazione provinciale dell'Umbria, capo manipolo della Milizia, all'avvio della Campagna di Etiopia, e nonostante l'età avanzata, ottiene da Mussolini in persona (che è il capo delle forze armate) di essere richiamato alle armi come tenente colonnello di cavalleria in complemento e viene assegnato al comando del genio in Eritrea. Nominato senatore nel 1934, viene dichiarato decaduto dall'Alta Corte di Giustizia per le Sanzioni contro il Fascismo con sentenza del 21 ottobre 1944.